# Acinodendron aulocalyx
Acinodendron aulocalyx là một loài thực vật có hoa trong họ Mua. Loài này được (Mart.) Kuntze mô tả khoa học đầu tiên năm 1891.